# Znacznik spinowy

Znacznik spinowy proxyl-MTS

Znacznik spinowy (ZS) jest to związek organiczny posiadający niesparowany elektron oraz możliwość przyłączenia się do innego związku. 
Znaczniki spinowe są najczęściej używane do badania struktury i dynamiki dużych cząsteczek, zmian konformacyjnych białek i błon komórkowych przy użyciu spektroskopii EPR. 
Technika ukierunkowanego znakowania spinowego pozwala na monitorowanie dokładnie wybranego regionu w badanym białku. Znaczniki spinowe posiadają zazwyczaj niesparowany spin na atomie azotu. W badaniach białek wykorzystywane są aminokwasowo specyficzne znaczniki.